# Чемпіонат націй КОНКАКАФ 1985
Чемпіонат націй КОНКАКАФ 1985 (ісп. Campeonato de Naciones de CONCACAF 1985) — 9-й розіграш чемпіонату націй КОНКАКАФ, організований КОНКАКАФ, що відбувся з 24 лютого по 14 вересня 1985 року.
Турнір вчетверте виконував також функції відбіркового турніру чемпіонату світу в північноамериканській континентальної зоні, але став першим чемпіонатом, який не мав країни-господарки. КОНКАКАФ було виділено 2 путівки (з 24) на чемпіонат світу. Мексика (господарка чемпіонату світу 1986 року) отримала путівку автоматично, тому участі у чемпіонаті націй не брала, а решта 9 команд розіграла другу путівку на «мундіаль». Канада завоювала свій перший титул чемпіона КОНКАКАФ і путівку на чемпіонат світу, перемігши 14 вересня 1985 року Гондурас на стадіоні King George V Park (Сент-Джонс) з рахунком 2-1.

## Кваліфікація
Гватемала вийшла безпосередньо до фінального турніру чемпіонату націй КОНКАКАФ 1985 року. Решта 16 країн були розбиті попарно і в кожній парі по сумі двох матчів визначили учасників фінального турніру.

## Результати

### Група 1
| Місце | Команда   | О | М | В | Н | П | ГЗ | ГП | РГ |
| ----- | --------- | - | - | - | - | - | -- | -- | -- |
| 1     | Гондурас  | 6 | 4 | 2 | 2 | 0 | 5  | 3  | +2 |
| 2     | Сальвадор | 5 | 4 | 2 | 1 | 1 | 7  | 2  | +5 |
| 3     | Суринам   | 1 | 4 | 0 | 1 | 3 | 2  | 9  | −7 |

| 24 лютого 1985 |

| Суринам | 0–3 | Сальвадор             |
| ------- | --- | --------------------- |
|         |     | Альфаро Ернандес Уесо |

| Сан-Сальвадор, Сальвадор Арбітр: Берні Уьоа Морера (Коста-Рика) |

| 27 лютого 1985 |

| Сальвадор    | 3–0 | Суринам |
| ------------ | --- | ------- |
| Рівас Сапата |     |         |

| Сан-Сальвадор, Сальвадор Арбітр: Ескобар Лопес |

| 3 березня 1985 |

| Суринам | 1–1 | Гондурас |
| ------- | --- | -------- |
| Ентінг  |     | Леінг    |

| Тегусігальпа, Гондурас Арбітр: Негрерос Кастельянос (Гватемала) |

| 6 березня 1985 |

| Гондурас | 2–1 | Суринам |
| -------- | --- | ------- |
| Фігероа  |     | Стюарт  |

| Тегусігальпа, Гондурас Арбітр: Альфаро Венегас (Коста-Рика) |

| 10 березня 1985 |

| Сальвадор | 1–2 | Гондурас           |
| --------- | --- | ------------------ |
| Рівас 63' |     | Бейлі 1' Лайнг 77' |

| Естадіо Кускатлан, Сан-Сальвадор Арбітр: Девід Соча (США) |

| 14 березня 1985 |

| Гондурас | 0–0 | Сальвадор |
| -------- | --- | --------- |
|          |     |           |

| Тегусігальпа, Гондурас Арбітр: Тоні Евангеліста (Канада) |

### Група 2
| Місце | Команда   | О | М | В | Н | П | ГЗ | ГП | РГ |
| ----- | --------- | - | - | - | - | - | -- | -- | -- |
| 1     | Канада    | 7 | 4 | 3 | 1 | 0 | 7  | 2  | +5 |
| 2     | Гватемала | 5 | 4 | 2 | 1 | 1 | 7  | 3  | +4 |
| 3     | Гаїті     | 0 | 4 | 0 | 0 | 4 | 0  | 9  | −9 |

| 13 квітня 1985 |

| Канада                | 2–0 | Гаїті |
| --------------------- | --- | ----- |
| Враблич 30' Свіні 41' |     |       |

| Вікторія, Канада Арбітр: Братсіс (США) |

| 20 квітня 1985 |

| Канада           | 2–1 | Гватемала |
| ---------------- | --- | --------- |
| Мітчелл 22', 43' |     | Гомес 66' |

| Вікторія, Канада Арбітр: Едгардо Кодесаль (Мексика) |

| 26 квітня 1985 |

| Гаїті | 0–1 | Гватемала |
| ----- | --- | --------- |
|       |     | Естрада   |

| Порт-о-Пренс, Гаїті Арбітр: Белліон (США) |

| 5 травня 1985 |

| Гватемала    | 1–1 | Канада      |
| ------------ | --- | ----------- |
| Б. Перес 42' |     | Мітчелл 39' |

| Гватемала, Гватемала Арбітр: Луїс Пауліно Сілес (Коста-Рика) |

| 8 травня 1985 |

| Гаїті | 0–2 | Канада                  |
| ----- | --- | ----------------------- |
|       |     | Мітчелл 14' Враблич 56' |

| Порт-о-Пренс, Гаїті Арбітр: Осборн (Бермуди) |

| 15 травня 1985 |

| Гватемала                                    | 4–0 | Гаїті |
| -------------------------------------------- | --- | ----- |
| Чакон 44' Галіндо 48' Фунес 62' Б. Перес 71' |     |       |

| Гватемала, Гватемала Арбітр: Мартінес Мехія (Гондурас) |

### Група 3
| Місце | Команда           | О | М | В | Н | П | ГЗ | ГП | РГ |
| ----- | ----------------- | - | - | - | - | - | -- | -- | -- |
| 1     | Коста-Рика        | 6 | 4 | 2 | 2 | 0 | 6  | 2  | +4 |
| 2     | США               | 5 | 4 | 2 | 1 | 1 | 4  | 3  | +1 |
| 3     | Тринідад і Тобаго | 1 | 4 | 0 | 1 | 3 | 2  | 7  | −5 |

| 24 квітня 1985 |

| Тринідад і Тобаго | 0–3 | Коста-Рика            |
| ----------------- | --- | --------------------- |
|                   |     | Лейсі Нобрега Вільямс |

| Сан-Хосе, Коста-Рика Арбітр: Мартінес Мехія (Гондурас) |

| 28 квітня 1985 |

| Коста-Рика | 1–1 | Тринідад і Тобаго |
| ---------- | --- | ----------------- |
| Влате      |     | Де Нун            |

| Сан-Хосе, Коста-Рика Арбітр: Ромуло Мендес (Гватемала) |

| 15 травня 1985 |

| Тринідад і Тобаго | 1–2 | США                    |
| ----------------- | --- | ---------------------- |
| Фонроуз 19'       |     | Борха 24' Петерсон 89' |

| Сент-Луїс, США Арбітр: Еліен (Канада) |

| 19 травня 1985 |

| США           | 1–0 | Тринідад і Тобаго |
| ------------- | --- | ----------------- |
| Каліджурі 15' |     |                   |

| «Мердок», Торренс, США Арбітр: Леанса Сансоне (Мексика) |

| 26 травня 1985 |

| Коста-Рика  | 1–1 | США      |
| ----------- | --- | -------- |
| Рамірес 42' |     | Керр 44' |

| Алахуела, Коста-Рика Арбітр: Урреа Реєс (Мексика) |

| 31 травня 1985 |

| США | 0–1 | Коста-Рика   |
| --- | --- | ------------ |
|     |     | Коронадо 35' |

| «Мердок», Торренс, США Арбітр: Джон Мічін (Канада) |

### Фінальний раунд
| Місце | Команда    | О | М | В | Н | П | ГЗ | ГП | РГ |
| ----- | ---------- | - | - | - | - | - | -- | -- | -- |
| 1     | Канада     | 6 | 4 | 2 | 2 | 0 | 4  | 2  | +2 |
| 2     | Гондурас   | 3 | 4 | 1 | 1 | 2 | 6  | 6  | 0  |
| 3     | Коста-Рика | 3 | 4 | 0 | 3 | 1 | 4  | 6  | −2 |

| 11 серпня 1985 |

| Коста-Рика             | 2–2 | Гондурас                       |
| ---------------------- | --- | ------------------------------ |
| Солано 19' Вільямс 81' |     | Фігероа 8' (пен.) Бетанкур 24' |

| Сан-Хосе, Коста-Рика Арбітр: Бельйон (США) |

| 17 серпня 1985 |

| Канада     | 1–1 | Коста-Рика  |
| ---------- | --- | ----------- |
| Джеймс 58' |     | Вільямс 12' |

| «Варсіті», Торонто, Канада Глядачів: 13,486 Арбітр: Мендоса Гуїльян (Мексика) |

| 25 серпня 1985 |

| Гондурас | 0–1 | Канада    |
| -------- | --- | --------- |
|          |     | Пакос 58' |

| «Тібурсіо Каріас Андіно», Тегусігальпа, Гондурас Глядачів: 37,000 Арбітр: Маршалл (Бермуди) |

| 1 вересня 1985 |

| Коста-Рика | 0–0 | Канада |
| ---------- | --- | ------ |
|            |     |        |

| Національний стадіон, Сан-Хосе, Коста-Рика Глядачів: 23,398 Арбітр: Ортіс Кардоса (Сальвадор) |

| 8 вересня 1985 |

| Гондурас                             | 3–1 | Коста-Рика   |
| ------------------------------------ | --- | ------------ |
| Бетанкур 40' Фігероа 51', 66' (пен.) |     | Гімарайнс 7' |

| Тегусігальпа, Гондурас Арбітр: Рамчаран (Тринідад і Тобаго) |

| 14 вересня 1985 |

| Канада                | 2–1 | Гондурас     |
| --------------------- | --- | ------------ |
| Пакос 15' Враблич 61' |     | Бетанкур 49' |

| King George V Park, Сент-Джонс, Канада Глядачів: 13,000 Арбітр: Ромуло Мендес (Гватемала) |

| Чемпіон націй КОНКАКАФ 1985 |
| --------------------------- |
| Канада 1-й титул            |

## Найкращі бомбардири
5 голів
- Хосе Роберто Фігероа

4 голи
- Дейл Мітчелл

3 голи
- Ігор Враблич
- Джонні Вільямс
- Хосе Марія Рівас
- Порфіріо Армандо Бетанкур